# Europese kampioenschappen shinkyokushin karate 2003
De Europese kampioenschappen shinkyokushin karate 2003 waren door de World Karate Organization (WKO) georganiseerde kampioenschappen voor kyokushinkai karateka's. De vierde editie van de Europese kampioenschappen vond plaats in het Litouwse Kaunas op 29 mei 2003.

## Resultaten
| Gewichtsklasse | Goud             | Zilver            | Brons                                |
| -------------- | ---------------- | ----------------- | ------------------------------------ |
| -70kg          | Dimitar Popov    | Dimitar Karailev  | Vytautas Kalvatis Vytautas Viscius   |
| -80kg          | Muzaffer Bacek   | Valeri Dimitrov   | Marius Ilas Donatas Kievinas         |
| -90kg          | Darius Gudauskas | Emzari Nikasatdze | Dmitry Zhavoronkov Dimitar Trampov   |
| +90kg          | Donatas Imbras   | Daniel Torok      | Benno Rasmussen Arturas Mazeliauskas |